# Ali Dinçer

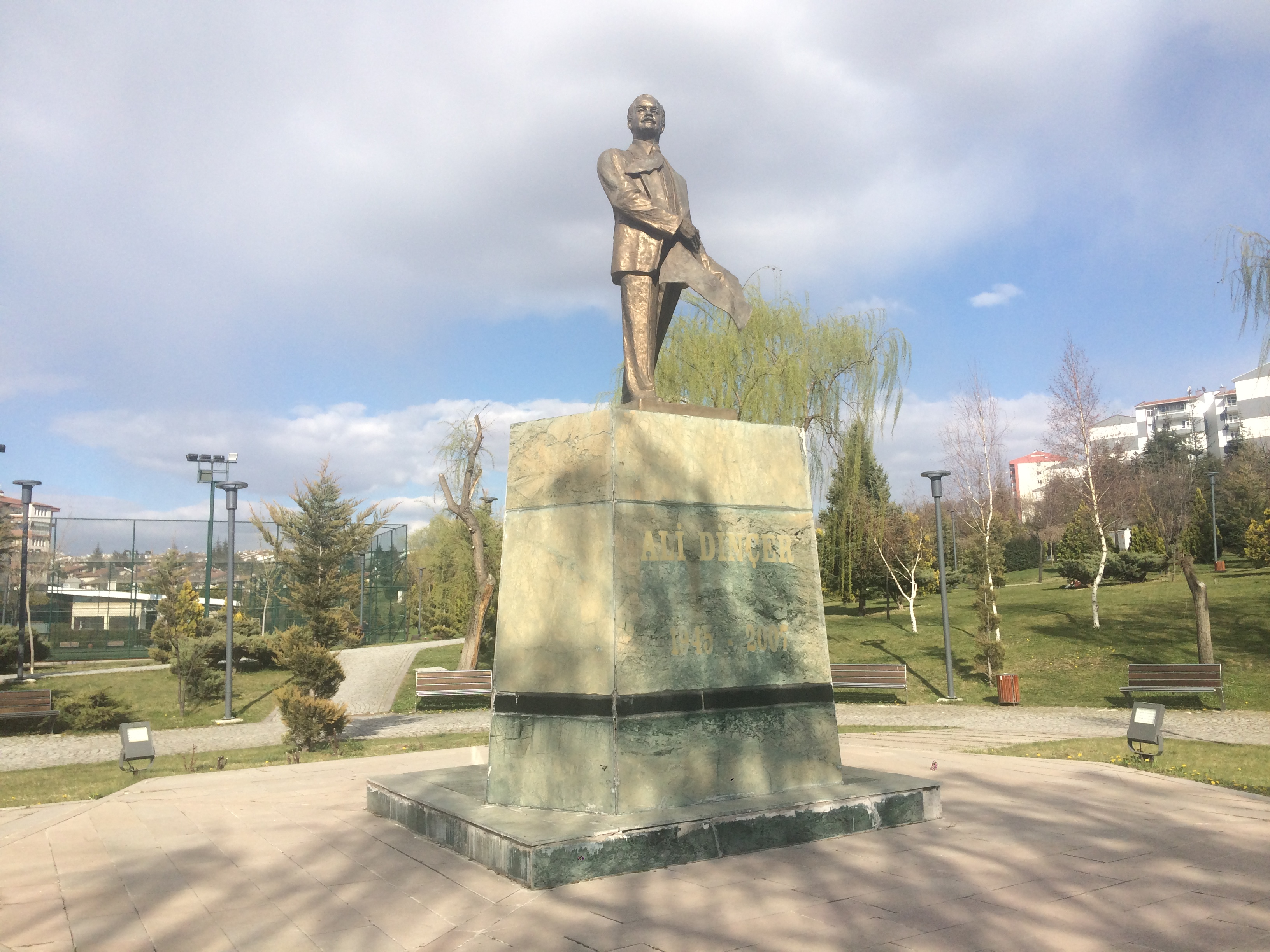
Ali Dinçer-Denkmal in Ankara

Ali Dinçer (* 1945 in Rasgrad, Bulgarien; † 18. April 2007 in Ankara) war ein türkischer Politiker.
Dinçers Familie wanderte noch in seinem Geburtsjahr in die Türkei aus. Er studierte Arbeitsingenieurwesen an der Technischen Universität des Nahen Ostens in Ankara.
Dinçer war Präsident der türkischen Ingenieurskammer sowie Gründungspräsident der türkischen Stadtverwaltungsgemeinschaft und der Gemeinschaft der Hauptstädte islamischer Länder. Vom 11. November 1977 bis zum 16. September 1980, vier Tage nach dem Militärputsch, war Dinçer Bürgermeister von Ankara.
Er war für zwei Legislaturperioden Abgeordneter in der Großen Nationalversammlung der Türkei. Während seiner Zeit als Abgeordneter war er Präsident der Kommission für auswärtige Angelegenheiten und stellvertretender Parlamentspräsident. Dinçer war in der 52. Regierung Staatsminister.
Er war mit der Jazzmusikerin Yıldız İbrahimova verheiratet.

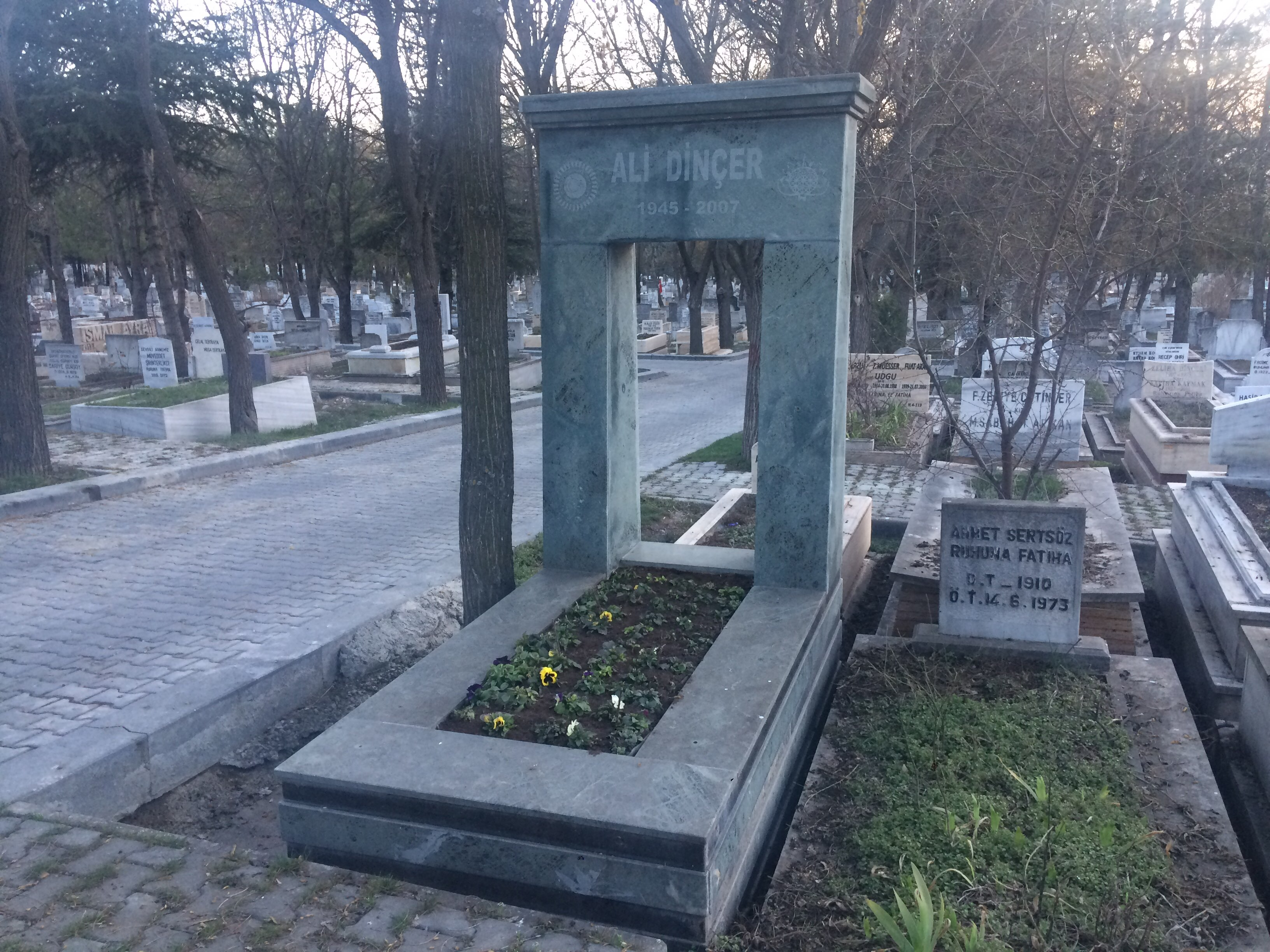
Grab von Ali Dinçer

2007 wurde Ali Dinçer auf dem städtischen Friedhof Cebeci beigesetzt.